# Du (Familienname)
Du  ist ein chinesischer Familienname. Die Transkription steht u. a. für folgende chinesischen Schriftzeichen:
- 堵 (Dǔ)
- 杜 (Dù)
- 督 (Dū)
- 都 (Dōu)

## Bekannte Namensträger (堵)
- Du Yinxi (堵胤錫 / 堵胤锡,  Dǔ Yìnxī) 1601 －1649; Kanzler (Späte Ming-Dynastie – Südliche Ming-Dynastie)

## Bekannte Namensträger (杜)
- Du Fu (杜甫,  Dù Fǔ,  Tu Fu)(712–770); berühmter Dichter (Tang-Dynastie)
- Du Yan (杜淹,  Dù Yān) (d. 628); Kanzler während der Regierungszeit von Kaiser Tang Taizong, Neffe von Du Ruhui
- Du Yu (杜預 / 杜预,  Dù Yù) Offizier (Jin-Dynastie)
- Du Ruhui (杜如晦,  Dù Rúhuì) (585–630), Neffe von Du Yan
- Du Mu  (杜牧,  Dù Mù) Dichter (Tang-Dynastie)
- Du Fuwei (杜伏威,  Dù Fúwēi)

Die Aussprache dieses Schriftzeichens ist in:
- Taiwan Tu
- Hong Kong To (Kantonesisch)
- Vietnam      Đỗ

## Bekannte Namensträger (督)
Dū: Generalgouverneur (Militärischer Titel)
z. B. 督軍 Dujun {{{c}}},  Dūjūn (Tukün, Tuchün = Militärgouverneur einer Provinz)

## Bekannte Namensträger (都)
- Du Ji (都稽,  Dū Jī，Regierungsbeamter (Han-Dynastie)
- Du Gui (都貴 / 都贵,  Dū Guì)，Höherer Offizier 將領 / 将领,  jiànglǐng) der Nördlichen Wei-Dynastie
- Du Yu (都郁,  Dū Yù)，Gelehrter der Song-Dynastie
- Du Jie (都杰,  Dū Jié)，Regierungsbeamter (Ming-Dynastie)